# Rhacophorus rufipes
Rhacophorus rufipes es una especie de ranas que habita en Indonesia y Malasia.
Esta especie está en peligro de extinción por la pérdida de su hábitat natural.